# Angela guianensis
Espèce
Angela guianensis est une espèce d'insectes de la famille des Mantidae (mantes), de la sous-famille des Angelinae.

## Dénomination
L'espèce a été décrite par l'entomologiste Rehn en 1906 sous le nom d'Angela guianensis.

### Synonymie
- Angela infuscata (Chopard, 1911)[2].

## Répartition
- Bolivie, Brésil, Colombie, Costa Rica, Guyana, Guyane française, Suriname, Venezuela[3].

### Articles liés
- Angela
- Liste des genres et des espèces de mantes
- Liste des mantes de Guyane